# Бочаров, Михаил Дмитриевич
Михаил Дмитриевич Бочаров (1924—2005) — советский и российский учёный филолог, педагог и организатор образования, кандидат филологических наук, профессор. Ректор Елецкого  педагогического института.

## Биография
Родился 22 декабря 1924 года в селе Сергиевское Краснинского района Липецкой области в крестьянской семье. 
С 1932 года поступил в сельскую школу, в 1938 году вместе с семьёй переехал на постоянное место жительства в город Ростов-на-Дону.
С января 1942 года в возрасте семнадцати лет, был призван в ряды Рабоче-Крестьянской Красной армии и направлен в действующую армию на фронт, участник Великой Отечественной войны в составе Ростовского стрелкового полка народного ополчения 56-й армии в звании красноармейца. Воевал на Закавказском Фронте, во время боёв был тяжело ранен. 31 октября 1942 года Указом Президиума Верховного Совета СССР за то что: «при обороне Ростова будучи связным, неоднократно добровольно ходил в разведку и доставал ценные сведения о противнике. Не ограничиваясь выполнением своих прямых обязанностей связного, активно участвовал в боях и лично уничтожил свыше двух десятков гитлеровских солдат и офицеров» был награждён Медалью «За боевые заслуги».
С 1945 по 1950 годы проходил обучение на славяно-русском  отделении историко-филологического факультета Ростовского государственного университета, по окончании которого получил специальность «филолога». С 1950 года начал работать преподавателем русского языка и 
литературы в Горно-Алтайском педагогическом училище. С 1951 года — старший преподаватель кафедры русского языка и литературы, с 1956 по 1963 годы — заведующий кафедрой русского языка и литературы, одновременно с 1958 по 1963 годы — проректор по научной и учебной работе Горно-Алтайского педагогического института. С  1957 по 1958 годы помимо основной деятельности занимался и общественной работой, был  редактором Алтайского областного литературного альманаха «В горах Алтая» и заместителем председателя Алтайского областного отделения Всесоюзного общества по распространению политических и научных знаний.
С 1965 по 1966 год работал — ректором Елецкого  педагогического института. С 1966 по 1979 годы работал в должности — декана факультета русского языка и литературы, с 1979 по 1986 годы — проректор по научной и учебной работе, с  1986 по 2005 годы — заведующий кафедрой литературы Таганрогского государственного педагогического института. 
В 1959 году защитил диссертацию на соискание учёного звания кандидат филологических наук, в 1962 году присвоено учёное звание — доцент, в 1996 году учёное звание — профессора. М. Д. Бочаров был одним из ведущих исследователей творчества В. В. Маяковского и советской драматургии 20-х годов XX века, был автором свыше восьмидесяти  работ, в том числе двух монографии. На общественно стезе М. Д. Бочаров являлся председателем Правления Таганрогского отделения общества «Знание» и председателем Учёного совета Таганрогского мемориального музея имени А. П. Чехова.

## Награды
Основной источник:
- Орден Отечественной войны I степени (06.04.1985[5])
- Медаль «За боевые заслуги» (31.10.1942[3])
- Медаль «За оборону Кавказа» (01.04.1944)
- Медаль «За победу над Германией в Великой Отечественной войне 1941—1945 гг.» (09.05.1945)